# Piridazin
A piridazin aromás heterociklusos szerves vegyület, képlete (CH)4N2. Hattagú gyűrűjében két szomszédos nitrogénatom található. Színtelen folyadék, forráspontja 208 °C. Két – (CH)4N2 képletű –, vele izomer gyűrűs vegyület a pirimidin és a pirazin.

## Előfordulása
Piridazinok a természetben ritkán fordulnak elő, ez talán annak köszönhető, hogy ezen heterociklusok szokásos szintetikus építőelemei, a hidrazinok is ritkaságszámba mennek a természetben. A piridazinszerkezet népszerű farmakofór, mely számos herbicidben előfordul, ilyen például a kredazin, a piridafol és a piridát. Megtalálható továbbá több gyógyszermolekula, például a cefozoprán, cadralazin, minaprin, pipofezin és hidralazin szerkezetében is.

## Szintézise
Az első piridazint Emil Fischer állította elő az indolszintézis klasszikus vizsgálata közben, fenilhidrazin és levulinsav kondenzációja révén. Az alap heterociklusos vegyületet először benzocinnolin piridazintetrakarbonsavvá történő oxidációja, majd azt követő dekarboxilezéssel állították elő. Ezen – egyébként egzotikus – vegyület előállításának jobb módja a maleinsav-hidazidból kiindulő szintézis. Ezeket a heterociklusokat gyakran 1,4-diketon vagy 4-ketosav és hidrazin közötti kondenzációval állítják elő.

## Fordítás
- Ez a szócikk részben vagy egészben  a   Pyridazine című angol Wikipédia-szócikk ezen változatának fordításán alapul.  Az eredeti cikk szerkesztőit annak laptörténete sorolja fel. Ez a jelzés csupán a megfogalmazás eredetét és a szerzői jogokat jelzi, nem szolgál a cikkben szereplő információk forrásmegjelöléseként.